# 瓜生健
瓜生 健（うりう たけし、19XX年 - ）はTVer取締役。

## 人物
- 元は吉田真や土屋泰則の下で主に演出に携わる。その後、藤井淳、鈴木雅人、森實陽三の下でレギュラー番組の演出やスペシャル番組のプロデューサーなどを手掛けた。
- 成城大学卒業
- 2012年6月1日からは、日本テレビ放送網営業局営業企画部に所属。
- 2013年6月1日からは、営業局営業戦略部に所属。
- 2014年6月1日からは、制作局に所属。遠藤正累CPの下でプロデューサー・統轄プロデューサーを務めていた。
- 2017年12月1日からは、インターネット事業局インターネット事業部担当副部長。
- 2018年6月1日よりICT戦略本部担当副部長。
- 2018年12月1日よりICT戦略本部担当副部長兼制作。
- 2019年6月1日よりICT戦略本部担当部次長兼配信事業ディビジョン ディビジョンマネージャー兼制作。
- 2021年6月1日よりグローバルビジネス局通販事業部。
- 2022年6月1日より営業局営業戦略センター営業企画部長。
- 2023年6月1日よりTVer執行役員。
- 2023年6月23日より現職。

## 過去の担当番組

### ディレクター
- 24時間テレビ 「愛は地球を救う」 - 2002年と2003年は障害者のトライアスロンのコーナーの演出担当。2004年と2005年、2008年は番組全体の演出を担当。2006年と2007年は、武道館のフロアーディレクターを担当。2010年は、障害者によるコンサート企画のフロア演出を担当。2011年は、復興支援企画の義援船プロジェクトのプロデューサーを担当。
- 欽ちゃん&香取慎吾の新！仮装大賞の事前番組 - 企画を担当。（第73回・第74回）
- マジカル頭脳パワー!!
- 週刊ストーリーランド
- ウタワラ
- 夜はプネプネ

### 演出・総合演出
- 速報!歌の大辞テン（総合演出）
- 欽ちゃん&香取慎吾の全日本仮装大賞（演出）
- 輝け!2005年お笑いネタのグランプリ（演出）
- 日テレ系音楽の祭典 音楽のちから2012（演出）

### プロデューサー
- エンタの神様（演出→2009年ごろからP）
- お笑いさぁ〜ん
- 誰だって波瀾爆笑
- 芸能★BANG!
- ハマる!動画ネタ天国※演出は後輩の鈴木淳一（元：編成部）
- ものまねグランプリ
- ミリオンヒットコンサート
- ヒルナンデス!
- のどじまんTHEワールド!
- THE MUSIC DAY
- 日テレ系音楽の祭典 ベストアーティスト

### 統括
- 日テレポシュレ

### 統轄プロデューサー
- 1周回って知らない話

### チーフプロデューサー
- 天才!!カンパニー
- 友近ゆりやんの時間

### 制作
- Hulu傑作シアター